# Igre lakote: Arena smrti
Igre lakote: Arena smrti je ameriški znanstveno fantastičen  film iz leta 2012, napisan po istoimenskem romanu Suzanne Collins. Film je režiral Gary Ross, scenarij zanj pa so napisali Gary Ross, Suzanne Collins in Billy Ray. Zvezdniki filma Igre lakote: Arena smrti so  Jennifer Lawrence, Josh Hutcherson, Liam Hemsworth, Woody Harrelson, Elizabeth Banks, Lenny Kravitz, Stanley Tucci in Donald Sutherland. V filmski adaptaciji knjižne uspešnice se preselimo v bližnjo prihodnost, kjer so lakota, suša in požari povzročili uničenje ZDA. Nova država Panem je razdeljena na prestolnico in 12 območij, iz katerih vsako leto z žrebanjem določijo 24 kandidatov za Igre lakote. Ko je izžrebana 12-letna Primrose Everdeen, se njena sestra Katniss odloči, da jo bo prostovoljno zamenjala. S sovrstnikom Peetom Mellarkom se pod vodstvom nekdanjega zmagovalca Haymitcha Abernathya odpravita v prestolnico, kjer se morata v neizprosnem spopadu na življenje in smrt pomeriti z veliko močnejšimi in bolj izkušenimi tekmovalci. 
Film je doživel pozitiven sprejem kritikov, ki so pohvalil njegovo temo in sporočilnost ter dober nastop Jennifer Lawrence. Kljub temu so ga mnogi kritizirali zaradi podobnosti z drugimi romani kot na primer z japonskim romanom Battle Royale in kratko zgodbo The Lottery od ameriške pisateljice Shirley Jackson.

## Zgodba
Predsednik Snow je vladal v distopijski državi Panem, ki je sestavljena iz bogatega in glamuroznega Kapitola ter iz dvanajst revnejših okrožij. Vsako leto na ruševinah nekdanje Severne Amerike Kapitol naroda države Panem prisili vse od svojih dvanajstih okrožij, da na Igre lakote pošlje po enega najstnika in najstnico. Igre so kazen za preteklo vstajo in taktika ustrahovanja, ki jo izvaja vlada. Ta dogodek, v kateri se morajo »tributi« v areni spopasti do smrti – prenašajo vse TV postaje v državi. Zmagovalec je nagrajen s slavo in bogastvom.
V okrožju 12 se je Katniss Everdeen prostovoljno javila, ko je bila njena mlajša sestra Primrose izžrebana za "tributko". Katniss in moški tribut Peeta Mellark sta bila nato pospremljena v Kapitol skupaj s spremljevalko Effie Trinket in z njunim mentorjem Haymitchem Abernathyjem, ki je bil nekdanji zmagovalec iz dvanajstega okrožja in alkoholik. Haymitch jima pove o pomembnosti pridobivanja sponzorjev, saj jima lahko le ti nudijo darove in hrano v času iger. V času nizov televizijskih intervjujev je Peeta javno izrazil svojo ljubezen do Katniss, kar ona na začetku vzame za poskus, da bi si pridobil sponzorsko naklonjenost, vendar kasneje izve, da je njegova ljubezen resnična. Med treningom je Katniss opazovala Marvela, Glimmer, Cata in Clove, tako imenovani profesionalci, iz okrožij 1 in 2, ki so se na igre pripravljali že od mladih let.
Na začetku igre Katniss ne upošteva nasvete Haymitcha in krene za mamljivo zalogo hrane in orožja, ki so posuti okoli Roga izobilja, v strukturi, kjer začnejo tekmovalci tekmovati in se izogibati drug drugega, da niso ubiti. Skoraj polovica tributov umre na začetku v bitki pri Rogu. Katniss poskuša ostati čim dlje od drugih tekmovalcom, kot je mogoče, vendar Seneca Crane, vodja iger, sproži gozdni požar, da bi šla nazaj do ostalih. Sreča se s profesionalci, s katerim je Peeta zaveznik in zbeži na drevo.
Rue, mlada tributka iz 11. okrožja, se skriva na sosednem drevesu. Tiho pritegne Katnissovo pozornost na gnezdo preganjalskih os nad njeno glavo. Katniss spusti gnezdo na profesionalce in ubije Glimmer ter odžene ostale stran. Padajoče vzame lok in puščice od Glimmer, čeprav so tudi njo pičile ose in postane negotova zaradi strupa. Peeta se vrne in vpije nanjo, naj zbeži stran.
Rue pomaga Katniss, da si opomore od strupa in oni postaneta prijateljici. Katniss pripravi načrt, da uničita hrano, ki jo imajo profesionalci. Medtem ko Rue naredi ogenj in s tem odstrani pozornost stran, Katniss uniči njihove zaloge hrane. Marvel ju najde in usodno rani Rue preden ga je Katniss lahko ubila s puščico. Katniss jo tolaži in ji poje. Ko Rue umre, žalujoča Katniss okoli nje postavi rože. Po gledanju tega začnejo ljudje iz 11. okrožja delati izgrede, kar vodi predsednika Snowa do tega, da opozori Seneco Crana, da se te igre morajo iziti, kot je bilo namenjeno: za izginjanje nemirov.
Haymitch predlaga Cranu, da spremeni pravila tako, da sta možna dva zmagovalca, če sta oba iz istega okrožja, saj bi to morda lahko preprečilo nemire. Ko je sprememba oznanjena, začne Katniss iskati Peeta in ga najde ranjenega po tem, ko se je razšel s profesionalci. Ko ga spravi na varno, zaslišita oznanilo, da je vse, kar rabijo tributi priskrbljeno v rogu. Čeprav je temu Peeta močno nasprotoval, gre Katniss vseeno po zdravila zanj. Clove jo napade in potisne na tla. Potem se hvali o njeni vlogi pri Rouini smrti. Katniss je rešena, ko Thresh, moški tribut iz 11. okrožja, ubije Clove. Thresh prizanese Katniss, enkrat, zavoljo Rue. Zdravilo pozdravi Peeto.
Kasneje, med iskanjem hrane, je Peeta zmotoma pobral strupene borovnice. Na njegovo srečo je Lisička, ženska tributka iz okrožja 5, ukradla borovnice in umrla po tem, ko jih je pojedla.
Thresha ubije pošast, ki jo je ustvaril Crane, in tako ostane še le en drugi preživel. Katniss in Peeta obupano zbežita na vrh roga izobilja, tik pred živalmi. Tam najdeta tudi Cata. Po obupanem boju, kjer je imel Cato prednost, Katniss ustreli Cata v roko in Peeta ga vrže na tla, kjer ga napadejo zveri. Katniss konča njegovo agonijo s svojim lokom.
Peeta in Katniss mislita, da sta zmagala, vendar potem Crano razveljavi spremembo pravila; lahko je le en zmagovalec. Katniss prepriča Peeta, da z njo poje borovnice. Ravno preden to naredita, sta imenovana kot zmagovalca 74. iger lakot.
Potem Haymitch opozori Katniss, da si je s svojimi dejanji kljubovanja pridobila veliko sovražnikov. Snow je zaklenil Crana v sobo z borovnicami. Ko se Katniss in Peeta vrneta domov, predsednik Snow razglablja svoje možnosti.

## Igralska zasedba
- Jennifer Lawrence kot Katniss Everdeen[11]
- Josh Hutcherson kot Peeta Mellark[12]
- Liam Hemsworth kot Gale Hawthorne[12]
- Woody Harrelson kot Haymitch Abernathy[13]
- Willow Shields kot Primrose Everdeen
- Elizabeth Banks kot Effie Trinket[14]
- Lenny Kravitz kot Cinna[15]
- Paula Malcomson kot gospa Everdeen
- Amandla Stenberg kot Rue[16]
- Alexander Ludwig kot Cato[17]
- Dayo Okeniyi kot Thresh[16]
- Isabelle Fuhrman kot Clove[17]
- Jacqueline Emerson kot Lisička
- Leven Rambin kot Glimmer[18]
- Jack Quaid kot Marvel[18]
- Donald Sutherland kot predsednik Snow[19]
- Stanley Tucci kot Caesar Flickerman[20]
- Wes Bentley kot Seneca Crane[21]
- Latarsha Rose kot Portia

## Produkcija
Marca 2009 je Lions Gate Entertainment vstopil v koprodukcijo za Igre lakote: Arena smrti s proizvodnim podjetjem Color Force od Nine Jacobson, ki je pridobil svetovno distribucijske pravice za roman nekaj tednov prej, menda za 200.000 dolarjev. Alli Shearmur in Jim Miller, predsednik in podpredsednik Motion Picture Production na Lionsgatu, sta prevzela nadzor nad produkcijo filma. Studio, ki ni imel dobička v petih let, je izvedel racijo proračunov drugih produkcij in prodal sredstva, da bi zagotovil proračun v višini 88.000.000 $, eden od njegovih največjih - za film. Collinsonov zastopnik Jason Dravis je pripomnil, da "so imeli [Lionsgate] vsakogar, vendar so poklicali njih", da bi pomagali pri zavarovanju franšize. Lionsgate je naknadno pridobil za8 milijonov dolarjev davčnih olajšav za snemanje filma v Severni Karolini. Proizvodnja se je sčasoma prinesla premalo proračunskih sredstev z 78 milijonov dolarjev.
Suzanne Collins je osebno napisal scenarij in njen scenarij je preoblikoval scenarist Billy Ray. Collinsova je pričakovala, da ima film bonitetno oceno PG-13 (ni za otroke pod 13 let v spremstvu staršev).
Novembra 2010 je Gary Ross postal režiser filma. Čeprav je bil začetni proračun filma 75 milijonov dolarjev, je imel film končni proračun v višini skoraj 100 milijonov dolarjev.
16. novembra je izšel napovednik za film.

### Izbiranje igralske zasedbe
Lionsgate je marca 2011 potrdil, da je približno 30 igralk šlo na avdicijo za vlogo Katniss Everdeen, med njimi tudi Hailee Steinfeld, Abigail Breslin, Emma Roberts, Saoirse Ronan, Chloë Grace Moretz, Jodelle Ferland, Lyndsy Fonseca, Emily Browning, Shailene Woodley in Kaya Scodelario. 16. marca 2011 je bilo oznanjeno, da je to vlogo dobila Jennifer Lawrence. Ross je opisal Jennifer, kot da ima "izjemno veliko samozavest, tako da dobiš občutek, da to dekle čisto ve, kdo je. Potem je prišla in brala zame in me presenetila. Še nikoli nisem videl take avdicije prej v svojem življenju. To je bila ena izmed tistih stvari, ko bežno vidiš cel film pred očmi."
Čeprav je bila Jennifer stara 20 let, ko se je snemanje začelo in s tem štiri leta starejša od svojega lika, je Suzanne povedala, da je vloga zahtevala "določeno zrelost in moč" in da bi raje videla starejšo in ne mlajšo igralko. Dodala je, da je Jennifer "edina, ki je zares ujela značaj lika, ki sem ga opisala v knjigi" in da je bila "vsako potrebno kvaliteto, da je lahko igrala Katniss." Jennifer, ljubiteljica knjig, je sprejela vlogo tri dni kasneje; sprva se je prestrašila z velikostjo proizvodnje. Jennifer si je za vlogo Katniss pobarvala lase na temno rjavo. Opravila je tudi usposabljanje, da bi dobila formo za vlogo, vključno z lokostrelstvom, plezanjem po skalah in drevesih, bojem, tekom, padanjem naprej in jogo.
Kandidati za vlogo Peete so bili poleg Hutchersons tudi Alexander Ludwig (ki je kasneje dobil vlogo Cata),  Hunter Parrish, Lucas Till, and Evan Peters. Drugi igralci, ki bi lahko dobili vlogo Gala, so bili David Henrie, Drew Roy, and Robbie Amell. Aprila 2011 se je Josh C. Reilly pogovarjal z Lions Gate Entertainment, da bi upodobil Haymitch Abernathyja. Naslednji mesec je Lionsgate oznanil, da je ta vloga šla oskarjevem nominirancu Woodyju Harrelsonu. Kmalu je sledilo izbiranje še drugih igralcev za upodobitev likov: Lenny Kravitz je bil izbran za upodobitev Cinne, Stanley Tucci za Caesarja Flickermana in Toby Jones za Claudiusa Templesmitha. Konec maja 2011 je večkratni nagrajenec Golden Globusa, Donald Sutherland, dobil vlogo predsednika Snowa.

## Glasba

### Soundtrack
Ime za album soundtracka je Igre lakote: Arena smrti: Pesmi iz okrožja 12 in drugod (angleško The Hunger Games: Songs from District 12 and Beyond). Soundtrack album za Igre lakote: Arena smrti vsebuje pesmi ,ki jih je navdihnil film; le tri od njih ("Abraham's Daughter", "Safe & Sound" in "Kingdom Come", v tem zaporedju) se pojavijo v filmu. Prva pesem iz filmskega spremljevalnega albuma, Safe & Sound, od Taylor Swift in The Civil Wars je izšla 23. decembra 2011. V dvanajstih urah je postal številka ena na celotni lestvici iTunesa. Videospot za "Safe & Sound" je izšel 13. februarja 2012. Skupaj z ločenimi pesmi od Swiftove ima soundtrack tudi pesmi od The Decemberists, Arcade Fire, The Secret Sisters, Mirande Lambert in Pistol Annies, Neko Case, Kid Cudi, Glen Hansard, The Low Anthem, Punch Brothers, Birdy, Maroon 5, Jayme Dee in Caroline Chocolate Drops. Soundtrack je bil izdan 20. marca 2012. Seznam soundtracka se je prikazal na iTunesu 13. februarja 2012 in na "One Engine" je izšel kot drugi singl 14. februarja. Na soundtracku ni petju Jennifer Lawrence "Uspavanke za Rue". Album je debitiral na številki ena na Billboard Top 200 lestvici in je prodal 175.000 izvodov v prvem tednu. To je eden od samo 16 soundtrackov, ki so prišli na zgornji del Top 200 in prvi, ki je debitiral kot številka 1 vse od "This Is It od Michaela Jacksona".
| Št.             | Naslov                     | Izvajalec/Izvajalci             | Dolžina |
| --------------- | -------------------------- | ------------------------------- | ------- |
| 1.              | „Abraham's Daughter‟       | Arcade Fire                     | 3:22    |
| 2.              | „Tomorrow Will Be Kinder‟  | The Secret Sisters              | 3:25    |
| 3.              | „Nothing to Remember‟      | Neko Case                       | 2:58    |
| 4.              | „Safe & Sound‟             | Taylor Swift s The Civil Wars   | 4:00    |
| 5.              | „The Ruler and the Killer‟ | Kid Cudi                        | 4:33    |
| 6.              | „Dark Days‟                | Punch Brothers                  | 3:53    |
| 7.              | „One Engine‟               | The Decemberists                | 3:01    |
| 8.              | „Daughter's Lament‟        | Carolina Chocolate Drops        | 2:46    |
| 9.              | „Kingdom Come‟             | The Civil Wars                  | 3:42    |
| 10.             | „Take the Heartland‟       | Glen Hansard                    | 2:45    |
| 11.             | „Come Away to the Water‟   | Maroon 5 z Rozzi Crane          | 5:13    |
| 12.             | „Run Daddy Run‟            | Miranda Lambert s Pistol Annies | 2:45    |
| 13.             | „Rules‟                    | Jayme Dee                       | 3:27    |
| 14.             | „Eyes Open‟                | Taylor Swift                    | 4:04    |
| 15.             | „Lover Is Childlike‟       | The Low Anthem                  | 4:15    |
| 16.             | „Just a Game‟              | Birdy                           | 4:01    |
| Skupna dolžina: | Skupna dolžina:            | Skupna dolžina:                 | 60:18   |

### Pesmi v filmu
| Št.             | Naslov                           | Dolžina |
| --------------- | -------------------------------- | ------- |
| 1.              | „The Hunger Games‟               | 1:10    |
| 2.              | „Katniss Afoot‟                  | 1:49    |
| 3.              | „Reaping Day‟                    | 1:35    |
| 4.              | „The Train‟                      | 1:27    |
| 5.              | „Entering the Capitol‟           | 2:28    |
| 6.              | „Preparing the Chariots‟         | 1:05    |
| 7.              | „Horn of Plenty‟                 | 1:59    |
| 8.              | „Penthouse/Training‟             | 3:36    |
| 9.              | „Learning the Skills‟            | 1:41    |
| 10.             | „The Countdown‟                  | 1:58    |
| 11.             | „Booby Trap‟                     | 2:37    |
| 12.             | „Healing Katniss‟                | 3:04    |
| 13.             | „Rue's Farewell‟                 | 5:00    |
| 14.             | „We Could Go Home‟               | 1:15    |
| 15.             | „Searching for Peeta‟            | 1:27    |
| 16.             | „The Cave‟                       | 3:13    |
| 17.             | „Muttations‟                     | 4:45    |
| 18.             | „Tenuous Winners/Returning Home‟ | 3:25    |
| Skupna dolžina: | Skupna dolžina:                  | 42:16   |

## Nadaljevanje
8. avgusta 2011, medtem ko so še vedno snemali film, je Lionsgate napovedal, da je filmska adaptacija drugega romana v trilogiji Igre lakote, Igre lakote: Kruto maščevanje, načrtovana, da bo izšla 22. novembra 2013. Novembra 2011 je Lionsgate vstopil v pogajanja s scenaristom Simonom Beaufoyem, saj je bil načrt za post-produkcijo za adaptacijo naslednjega filma pretesen za Rossa in Collinsovo. Poleti 2012 se je začela produkcija filma Igre lakote: Kruto maščevanje. Gary Ross se ni vrnil na snemanje Krutega maščevanja in je namesto njega režiral film Francis Lawrence. 6. maja 2012 je bilo poročano, da naj bi Michael Arndt ponovno napisal scenarij za Igre lakote. Arndt je uradno postal novi scenarist 24. maja 2012. Igre lakote: Kruto maščevanjese je začelo snemati 10. septembra 2012 in končalo 21. decembra 2012; premiero je doživel v Londonu 11. novembra 2013 in v ZDA 22. novembra 2013, kot je bilo prvotno načrtovano.
Julija 2012 so bili napovedani datumi za dva filma, na podlagi zadnje knjige Upor. Igre lakote: Upor, 1. del je bil izdan 21. novembra 2014 in Igre lakote: Upor, 2. del bo izdan 20. novembra 2015. Lawrence, Hutcherson, Hemsworth in Harrelson so se podpisali na celotno franšizo.

## Nagrade in nominacije
| Leto | Nagrada                                   | Kategorija                                                                                            | Nominiranec | Osvojeno? |
| ---- | ----------------------------------------- | --- | --- | --------- |
| 2012 | Virgin Media Movie Awards                 | Najbolj pričakovan film leta 2012                                                                     | Igralna zasedba | Da        |
| 2012 | Virgin Media Movie Awards                 | Najboljša stvar leta 2012                                                                             | Josh Hutcherson | Ne        |
| 2012 | CinemaCon Awards                          | Izbira filmske prebojne zvezde                                                                        | Josh Hutcherson | Da        |
| 2012 | NewNowNext Awards 2012                    | Naslednja mega zvezda                                                                                 | Josh Hutcherson | Da        |
| 2012 | Australians in Film Awards                | Preboj                                                                                                | Liam Hemsworth | Da        |
| 2012 | Golden Trailer Awards                     | Najboljša akcija                                                                                      | 2. napovednik | Ne        |
| 2012 | Golden Trailer Awards                     | Najboljši akcijski poster                                                                             | Poster napovednika | Da        |
| 2012 | Golden Trailer Awards                     | Najboljši akcijski televizijski prostor                                                               | Družina | Ne        |
| 2012 | Golden Trailer Awards                     | Najboljša animacija/družinski poster                                                                  | Končni poster | Da        |
| 2012 | Golden Trailer Awards                     | Najboljši televizijski kraj drame                                                                     | Big Event Countdown | Ne        |
| 2012 | Golden Trailer Awards                     | Najboljše gibanje - grafično                                                                          | 1. napovednik | Ne        |
| 2012 | Golden Trailer Awards                     | Najboljši Standee za celovečerni igrani film                                                          | Standee | Da        |
| 2012 | Golden Trailer Awards                     | Najboljši poster za interaktivni oglas                                                                | Poster | Da        |
| 2012 | Golden Trailer Awards                     | Najboljši trilerski poster                                                                            | Končni poster | Ne        |
| 2012 | Golden Trailer Awards                     | Najboljši trilerski televizijski kraj                                                                 | Big Event Countdown | Ne        |
| 2012 | Golden Trailer Awards                     | Najboljši divji prispevki                                                                             | Posterji likov | Ne        |
| 2012 | Golden Trailer Awards                     | Najboljše inovacijsko oglaševanje za novi izdelek                                                     | Faux Motion Ad – Smile Away                                                                                            | Da        |
| 2012 | Golden Trailer Awards                     | Najboljše inovacijsko oglaševanje za celovečerni film                                                 | Faux Motion Ad – Cutting Edge                                                                                          | Ne        |
| 2012 | Golden Trailer Awards                     | Najboljše inovacijsko oglaševanje za celovečerni film                                                 | Faux Motion Ad – Liquid Skyliner                                                                                       | Ne        |
| 2012 | MTV Movie Awards                          | Najboljša igralska zasedba                                                                            | Jennifer Lawrence, Josh Hutcherson, Liam Hemsworth, Elizabeth Banks, Alexander Ludwig, Woody Harrelson & Lenny Kravitz | Ne        |
| 2012 | MTV Movie Awards                          | Najboljši ženski nastop                                                                               | Jennifer Lawrence | Da        |
| 2012 | MTV Movie Awards                          | Najboljši pretep                                                                                      | Jennifer Lawrence & Josh Hutcherson vs. Alexander Ludwig                                                               | Da        |
| 2012 | MTV Movie Awards                          | Najboljši junak                                                                                       | Jennifer Lawrence | Ne        |
| 2012 | MTV Movie Awards                          | Najboljši poljub                                                                                      | Jennifer Lawrence & Josh Hutcherson                                                                                    | Ne        |
| 2012 | MTV Movie Awards                          | Najboljši nastop: Moški                                                                               | Josh Hutcherson | Da        |
| 2012 | MTV Movie Awards                          | Najboljša preobrazba na zaslonu                                                                       | Elizabeth Banks | Da        |
| 2012 | MTV Movie Awards                          | Najboljši prebojni nastop                                                                             | Liam Hemsworth | Ne        |
| 2012 | MTV Movie Awards                          | Film leta                                                                                             | Igralna zasedba | Ne        |
| 2012 | CMT Music Awards                          | Kolaborativen film leta                                                                               | Safe & Sound | Ne        |
| 2012 | CMT Music Awards                          | Video leta                                                                                            | Safe & Sound | Ne        |
| 2012 | Kerrang! Awards                           | Najboljši film                                                                                        | Igralna zasedba | Da        |
| 2012 | Poptastic Awards                          | Film                                                                                                  | Igralna zasedba | Da        |
| 2012 | Poptastic Awards                          | Filmski igralec                                                                                       | Josh Hutcherson | Da        |
| 2012 | Poptastic Awards                          | Filmski igralec                                                                                       | Liam Hemsworth | Ne        |
| 2012 | Poptastic Awards                          | Filmska igralka                                                                                       | Amandla Stenberg | Ne        |
| 2012 | Poptastic Awards                          | Filmska igralka                                                                                       | Jennifer Lawrence | Ne        |
| 2012 | Poptastic Awards                          | Filmska igralka                                                                                       | Willow Shields | Ne        |
| 2012 | Teen Choice Awards                        | Izbira mode: Privlačen moški                                                                          | Liam Hemsworth | Ne        |
| 2012 | Teen Choice Awards                        | Izbira filmskega igralca: znanstvena fantastika/fantazija                                             | Josh Hutcherson | Da        |
| 2012 | Teen Choice Awards                        | Izbira filmske igralke: znanstvena fantastika/fantazija                                               | Jennifer Lawrence | Da        |
| 2012 | Teen Choice Awards                        | Izbira filma: Kemija                                                                                  | Jennifer Lawrence & Amandla Stenberg                                                                                   | Da        |
| 2012 | Teen Choice Awards                        | Izbira filma: Poljub                                                                                  | Jennifer Lawrence & Josh Hutcherson                                                                                    | Da        |
| 2012 | Teen Choice Awards                        | Izbira filmske scenske igralke                                                                        | Elizabeth Banks | Ne        |
| 2012 | Teen Choice Awards                        | Izbira filmskega scenskega igralca                                                                    | Liam Hemsworth | Da        |
| 2012 | Teen Choice Awards                        | Izbira filma: znanstvena fantastika/fantazija                                                         | Igralska zasedba | Da        |
| 2012 | Teen Choice Awards                        | Izbira filma: zlikovec                                                                                | Alexander Ludwig | Da        |
| 2012 | Total Film Hotlist Awards                 | Najbolj vroča igralka                                                                                 | Jennifer Lawrence | Ne        |
| 2012 | Total Film Hotlist Awards                 | Najbolj vroči film                                                                                    | Igralna zasedba | Ne        |
| 2012 | Total Film Hotlist Awards                 | Najbolj vroči novinec: Moški                                                                          | Liam Hemsworth | Da        |
| 2012 | Total Film Hotlist Awards                 | Najbolj vroč prizor                                                                                   | Zbogom Rue | Ne        |
| 2012 | Do Something Awards                       | Filmska zvezda: Moški                                                                                 | Josh Hutcherson | Da        |
| 2012 | Do Something Awards                       | Filmska zvezda: Moški                                                                                 | Liam Hemsworth | Ne        |
| 2012 | Nickelodeon Kids' Choice Awards Mexico    | Najljubši film (Película favorita)                                                                    | Igralna zasedba | Ne        |
| 2012 | Artios Awards                             | Izjemni dosežki v igralni zasedbi: Velik proračun celovečernega filma - Drama                         | Debra Zane & Jackie Burch                                                                                              | Ne        |
| 2012 | Teen Icon Awards                          | Jutrijšna ikona                                                                                       | Willow Shields | Ne        |
| 2012 | Teen Icon Awards                          | Ikonična ženska zvezda                                                                                | Jennifer Lawrence | Ne        |
| 2012 | Teen Icon Awards                          | Ikoničen poljub                                                                                       | Jennifer Lawrence & Josh Hutcherson                                                                                    | Ne        |
| 2012 | Teen Icon Awards                          | Ikonična moška zvezda                                                                                 | Josh Hutcherson | Ne        |
| 2012 | Teen Icon Awards                          | Ikoničen film                                                                                         | Igralna zasedba | Ne        |
| 2012 | Teen Icon Awards                          | Ikoničen filmski igralec                                                                              | Josh Hutcherson | Ne        |
| 2012 | Teen Icon Awards                          | Ikoničen filmski igralec                                                                              | Liam Hemsworth | Ne        |
| 2012 | Teen Icon Awards                          | Ikonična filmska igralka                                                                              | Jennifer Lawrence | Ne        |
| 2012 | Country Music Association Awards          | Glasbeni dogodek leta                                                                                 | Safe & Sound | Ne        |
| 2012 | BAFTA Children's Awards                   | Celovečeren film                                                                                      | Igralna zasedba | Da        |
| 2012 | EW Entertainers of the Year 2012          | Najboljše oblečena zvezda                                                                             | Jennifer Lawrence | Ne        |
| 2012 | EW Entertainers of the Year 2012          | Najljubši filmski igralec                                                                             | Liam Hemsworth | Ne        |
| 2012 | EW Entertainers of the Year 2012          | Najljubša filmska igralka                                                                             | Jennifer Lawrence | Da        |
| 2012 | EW Entertainers of the Year 2012          | Najbolj seksi nastopajoča izvajalka                                                                   | Jennifer Lawrence | Da        |
| 2012 | New York Film Critics Circle Awards       | Najboljša igralka                                                                                     | Jennifer Lawrence | Ne        |
| 2012 | Capricho Awards                           | Film leta (Filme do Ano)                                                                              | Igralska zasedba | Ne        |
| 2012 | Capricho Awards                           | Najboljši mednarodni igralec (Melhor Ator Internacional)                                              | Josh Hutcherson | Ne        |
| 2012 | Capricho Awards                           | Najboljša mednarodna igralka (Melhor Atriz Internacional)                                             | Jennifer Lawrence | Ne        |
| 2012 | Billboard.com Reader's Choice Polls       | Billboardskih najljubših 100                                                                          | Pesmi | Ne        |
| 2012 | Village Voice Film Polls                  | Igralka                                                                                               | Jennifer Lawrence | Ne        |
| 2012 | Village Voice Film Polls                  | Film                                                                                                  | Igralna zasedba | Ne        |
| 2013 | EDA Awards 2013                           | Kick Ass Award za najboljšo žensko akcijsko zvezdo                                                    | Jennifer Lawrence | Da        |
| 2013 | EDA Awards 2013                           | Letošnji izjemen dosežek ženske v filmski industriji                                                  | Jennifer Lawrence | Ne        |
| 2013 | People's Choice Awards                    | Najljubši akcijski film                                                                               | Igralna zasedba | Da        |
| 2013 | People's Choice Awards                    | Najljubši obraz junaštva                                                                              | Jennifer Lawrence | Da        |
| 2013 | People's Choice Awards                    | Najljubši film                                                                                        | Igralna zasedba | Da        |
| 2013 | People's Choice Awards                    | Najljubša filmska igralka                                                                             | Jennifer Lawrence | Da        |
| 2013 | People's Choice Awards                    | Najljubši film oboževalcev                                                                            | Tributi | Ne        |
| 2013 | People's Choice Awards                    | Najljubša filmska franšiza                                                                            | Igralska zasedba | Da        |
| 2013 | People's Choice Awards                    | Najljubša kemija na zaslonih                                                                          | Jennifer Lawrence, Josh Hutcherson & Liam Hemsworth                                                                    | Da        |
| 2013 | Critics' Choice Awards                    | Najboljša igralka v akcijskem filmu                                                                   | Jennifer Lawrence | Da        |
| 2013 | Golden Globe Awards                       | Najboljša originalna pesem                                                                            | Safe & Sound | Ne        |
| 2013 | Santa Barbara International Film Festival | Izstopajoč nastop leta                                                                                | Jennifer Lawrence | Da        |
| 2013 | NAACP Image Awards                        | Izstopajoč stranski igralec v gibajoči sliki                                                          | Lenny Kravitz | Ne        |
| 2013 | NAACP Image Awards                        | Izstopajoča stranska igralka v gibajoči sliki                                                         | Amandla Stenberg | Ne        |
| 2013 | Black Reel Awards                         | Najboljši prebojni nastop                                                                             | Amandla Stenberg | Ne        |
| 2013 | Grammy Awards                             | Najboljši country duo/skupinski nastop                                                                | Safe & Sound | Ne        |
| 2013 | Grammy Awards                             | Najboljša pesem napisana za vizualne medije                                                           | Abraham's Daughter | Ne        |
| 2013 | Grammy Awards                             | Najboljša pesem napisana za vizualne medije                                                           | Safe & Sound | Da        |
| 2013 | Costume Designers Guild Awards            | Odlična kostumografija v filmu - Fantazija                                                            | Judianna Makovsky | Da        |
| 2013 | Costume Designers Guild Awards            | Odličnost v fantazijskem filmu                                                                        | Judianna Makovsky | Ne        |
| 2013 | JIM Awards                                | Najboljši film (Beste Film)                                                                           | Igralna zasedba | Da        |
| 2013 | Kids' Choice Awards                       | Najljubša ženska "Buttkickerka"                                                                       | Jennifer Lawrence | Ne        |
| 2013 | Kids' Choice Awards                       | Najljubši film                                                                                        | Igralna zasedba | Da        |
| 2013 | Kids' Choice Awards                       | Najljubša filmska igralka                                                                             | Jennifer Lawrence | Ne        |
| 2013 | Empire Awards                             | Najboljša igraljka                                                                                    | Jennifer Lawrence | Da        |
| 2013 | Bravo Ottos                               | Super filmska zvezda (Super-Kino-Star)                                                                | Josh Hutcherson | Ne        |
| 2013 | Bravo Ottos                               | Super filmska zvezda (Super-Kino-Star)                                                                | Liam Hemsowrth | Ne        |
| 2013 | Nebula Awards                             | Ray Bradbury Award za izstopajočo dramsko predstavitev                                                | Igralna zasedba | Ne        |
| 2013 | Saturn Awards                             | Najboljša igralka                                                                                     | Jennifer Lawrence | Da        |
| 2013 | Saturn Awards                             | Najboljši znanstveno fantastični film                                                                 | Igralna zasedba | Ne        |
| 2013 | Bram Stoker Awards                        | Nadstandardni dosežek v scenariju                                                                     | Gary Ross, Suzanne Collins in Billy Ray                                                                                | Ne        |
| 2013 | Hugo Awards                               | Najboljša dramska predstavitev, dolga oblika                                                          | Igralna zasedba | Ne        |
| 2013 | Constellation Awards                      | Najboljši ženski nastop leta 2012 v znanstveno fantastičnem filmu, televizijskem filmu ali miniseriji | Jennifer Lawrence | Ne        |
| 2013 | Constellation Awards                      | Najboljši znanstveno fantastični film, televizijski film ali miniserija leta 2012                     | Igralna zasedba | Ne        |